# 日本の地ビール
日本の地ビール（にほんのじビール）では、日本における地ビールについて記述する。
地ビールやクラフトビールは、元々は小規模ビール会社によるビールを指し示す言葉であった。それらについてはクラフトビールを参照のこと。
日本では緊急経済対策の一環として、1994年（平成6年）4月の酒税法改正により、ビールの最低製造数量基準が2000klから60klに緩和されたことを受けて全国各地に誕生した地域密着・小規模醸造のビール会社による、地方ローカルブランドのビールを指す。クラフトビールとも呼ばれ、醸造するビール会社や醸造所をマイクロブルワリー、クラフト・ブルワリーなどと呼ぶことがある。日本国内でも2000年代に入り、特に2010年代前半以降のブームで、製造側が「クラフトビール」と呼ぶことが多くなった。

## 概要
日本では、多くの醸造所が、エール、ダークエール、ピルスナー、ヴァイツェン、ケルシュなど数種類のスタイルのビールを醸造している。日本の地ビールメーカーは、2015年時点で200カ所前後。業界団体の日本地ビール協会（兵庫県西宮市）が稼働している醸造所を集計したところ、2018年末は384カ所、2019年末は427カ所、2020年末は470カ所へと増えている。
1994年の規制緩和後、1995年2月に発売されたエチゴビールが地ビール第1号となった。以後、地ビールメーカーは爆発的に増え、2年間で300社以上のメーカーが出現し「地ビールブーム」と呼ばれたが、次第に沈静化した。当時はまだ技術・品質が低い地ビールも多かったほか、価格の安い発泡酒の攻勢を受けたことで、高価格の地ビールは一気に窮地に立たされることとなり、廃業する業者も出るようになった。実際に大手ビールメーカーですら、地ビール提供のレストランを閉館せざるをえない状況になった。これは、日本では大手メーカーによるピルスナースタイルの大量生産が主流であるため他のスタイルの味が普及せず、加えて割高な少量生産では一部マニアにしか浸透しなかったためである。
また、地ビールは全国区の大手ビール会社の製品に比べると、販売価格が高い上に賞味期限も短く、当然製造量も少ないため、経営に関してはかなり厳しいところが多い。このため、居酒屋チェーン等の飲食店向けに特化した生産を行ったり、他の地ビール業者のOEMを行ったりするなど何とか生産を維持しているところも多かった。
2003年頃までにはブームも完全に終息し、メーカー数も200社ほどにまで減少したが、その後クラフトビールと呼び名を変え、2005年を境に第2次ブームと呼ばれる回復に転じた。帝国データバンクが2015年に発表した調査結果によると、日本のクラフトビール市場は2009年以降は毎年10％を超すペースで成長を続けているという。第2次ブームの要因として、停滞期にあってもワールド・ビア・カップなど海外の有力なコンペで日本のクラフトビールが受賞を重ねて実績を積み続けたことや、都市圏でのアンテナショップやビアパブを通じて販路を拡大し、地域以外にも知名度を高める機会が増えたことが挙げられる。
釜など一度の仕込みを300リットル程度に抑えられる小型設備もあり、少量生産も可能になっている。

## 日本の地ビール審査会
毎年、日本地ビール協会主催でジャパン・ビア・カップが開催されている。この審査会で全ての地ビールの出来の優劣が決まるわけではないが、一定以上のスキルを持つ審査員によって審査されているため、ある程度の信頼はおける。なお、ジャパン・ビア・カップの入賞ビールは東京や大阪、横浜で行われるジャパン・ビアフェスティバル会場で試飲が可能である。

## クラフトビールの日
4月23日は「地ビール（クラフトビール）の日」「ビールの日」と認定されている。日本地ビール協会を中心とする「地ビールの日選考委員会」が1999年に制定、2000年から実施。元々は「地ビールの日」として制定され、日付は公募により選定。1516年のこの日、ヴィルヘルム4世 (バイエルン公)が発布したビール純粋令により、水、ホップ、大麦・小麦の麦芽、酵母だけがビールの醸造に使用できることとなって、「ビールとは何か」が世界で初めて明確に定義された。また、この日はドイツの「ビールの日」にもなっている。一般社団法人日本記念日協会により2013年に「クラフトビールの日」と公式認定される。

## 関連書籍
『クラフトビール革命 地域を変えたアメリカの小さな地ビール起業』発売日：2015年7月3日 出版社：DU BOOKS 著者：スティーブ・ヒンディ／翻訳：和田侑子 ISBN 978-4-907583-54-5
『明治の地方ビール－全国醸造所・銘柄総覧』発売日：2023年11月30日　出版社吉川弘文館　著者：牛米努　ISBN 9784642039291